# Diocesi di Benevento (Proconsolare)
La diocesi di Benevento (in latino Dioecesis Beneventensis) è una sede soppressa e sede titolare della Chiesa cattolica.

## Storia
Benevento, identificabile forse con le rovine di Beniata nell'odierna Tunisia, è un'antica sede episcopale della provincia romana dell'Africa Proconsolare, suffraganea dell'arcidiocesi di Cartagine.
Sono noti due vescovi dell'africana Benevento. Nel concilio di Arles del 314 in Gallia era presente Anastasius episcopus de civitate Beneventum; il suo nome appare sotto la rubrica item provincia Africa tra i vescovi Vittore di Utica e Fausto di Tuburbo Maggiore. Tra i vescovi cattolici convocati a Cartagine dal re vandalo Unerico nel 484 partecipò Guloso.
Dal 1933 Benevento è annoverata tra le sedi vescovili titolari della Chiesa cattolica; dal 1º maggio 2020 l'arcivescovo (titolo personale) titolare è Mitja Leskovar, nunzio apostolico nella Repubblica Democratica del Congo.

## Cronotassi

### Vescovi
- Anastasio † (menzionato nel 314)
- Guloso † (menzionato nel 484)

### Vescovi titolari
- Carlos Oviedo Cavada, O. de M. † (21 marzo 1964 - 25 marzo 1974 nominato arcivescovo di Antofagasta)
- Tadeusz Gocłowski, C.M. † (22 marzo 1983 - 31 dicembre 1984 nominato vescovo di Danzica)
- Manuel Monteiro de Castro (16 febbraio 1985 - 18 febbraio 2012 nominato cardinale diacono di San Domenico di Guzman)
- Konrad Krajewski (3 agosto 2013 - 28 giugno 2018 nominato cardinale diacono di Santa Maria Immacolata all'Esquilino)
- Michael Czerny, S.I. (23 settembre 2019 - 5 ottobre 2019 nominato cardinale diacono di San Michele Arcangelo)
- Mitja Leskovar, dal 1º maggio 2020